# Hawker
Hawker a főváros, Canberra egyik elővárosa Belconnen kerületben. A 2006-os népszámlálás alapján 2826 fő lakik itt. (2006 census)
Hawker városa Charles Hawker képviselőről kapta a nevét, aki a képviselőház tagja volt 1928-tól 1936-ig, valamint a szövetségi kormány minisztere volt 1932-ben. A külváros utcáit az Északi Terület állattartó telepeiről nevezték el. A külváros belvárosában több kisebb üzlet, újságárusok, egy hotel és egy KFC gyorsétterem található.
A városban három oktatási intézmény található: a Hawker Primary (általános iskola), a Belconnen High (középiskola) és a Hawker College (amely egy speciális felnőttoktatási intézmény). Az elővárosban több sportolási lehetőség is van, mint például teniszpálya, futballstadion, valamint softball pálya is.
2006-os felmérések alapján a városka lakói keresik a legtöbb bért Canberra városán és a környező külvárosokon belül. A település utcái megtekinthetők a Google Street View (Utcakép) szolgáltatással.

## Földrajza
A Walker vulkán sziluri időszakból maradt zöldesszürke riodácit rétegei lelhetőek fel ezen a területen. A déli részén a területnek a Pinnacle-lencse homokkő képződményeit találjuk.

## Fordítás
Ez a szócikk részben vagy egészben  a   Hawker, Australian Capital Territory című angol Wikipédia-szócikk ezen változatának fordításán alapul.  Az eredeti cikk szerkesztőit annak laptörténete sorolja fel. Ez a jelzés csupán a megfogalmazás eredetét és a szerzői jogokat jelzi, nem szolgál a cikkben szereplő információk forrásmegjelöléseként.